# エディー・ハウス
エドワード・リー・ハウス2世（Edward Lee House Ⅱ, 1978年5月14日 - ）はアメリカ合衆国の元バスケットボール選手。カリフォルニア州バークレー出身。ポジションはポイントガード、シューティングガード。185cm、80kg。

## 経歴
アリゾナ州立大学でプレイした後、2000年のNBAドラフトで2巡目37位指名でマイアミ・ヒートに入団。NBAではベンチから出場するスコアラーとして活躍。ボールを持ったら即シュートという超攻撃的スタイルで、短い出場時間の中でも大量得点することができ、NBAデビューから4試合目では早くも23得点を記録した。
11年のキャリアで9チームを渡り歩いたジャーニーマンであり、ヒートでは3シーズンプレイしたのち、2003年にはロサンゼルス・クリッパーズに移籍。2004-05シーズン中にはシャーロット・ボブキャッツ、ミルウォーキー・バックス、サクラメント・キングスを渡り歩く。クリッパーズ時代にはキャリアハイの31得点を挙げている。またキングス時代にチームメイトだったマイク・ビビーはハウスの妻の実兄である。因みにビビーとは、2010-11シーズンにマイアミ・ヒートで共にプレーしている。2005-06シーズンにはフェニックス・サンズに移籍し、チームのカンファレンスファイナル進出に貢献した。翌2006-2007シーズンはニュージャージー・ネッツでプレイした。
2007-08シーズンにはボストン・セルティックスへ移籍。チームはNBAファイナルへ進出、ロサンゼルス・レイカーズとのファイナルでは、第3戦以降は全試合で起用され、第4戦で11得点を記録するなど、40％を超える3ポイント成功率を残し、優勝に貢献した。
2010年､2月18日､トレードにより､ニューヨーク・ニックスへ移籍して短い期間プレーしたのち、2010-11シーズンからに再びマイアミ・ヒートに所属することとなり、レブロン・ジェームズ、ドウェイン・ウェイド、クリス・ボッシュのビッグスリーらとプレーし、レギュラーシーズン最後の試合となった4月14日のトロント・ラプターズ戦では、先発起用され、7本のポイントを決めるなど、キャリアハイの35得点を記録した。このシーズン、NBAファイナルに出場、ダラス・マーベリックスとのファイナルでは、2試合に出場したのみに終わり、チームも2勝4敗で敗れた。翌2011-12シーズン開幕前に、ヒートとの契約を1シーズン延長したが、シーズン途中に1試合もプレーしないまま解雇された。その後、契約するチームも現れず、引退となった。

## プレースタイル
運動能力が高くアウトサイドから得点を量産できるが、そのスタイルはどちらかと言うとシューティングガードに近く、NBAでは低身長なため、出場時間はあまり確保できない。そのためトレードの駒として多くのチームを渡り歩いている。主にシックスマンとして短時間で得点することが求められる選手である。
以前はボールを持ったら状況を考えずにすぐにシュートを放つ乱射癖があり起用方法に困る選手であったが、ボストン・セルティックス移籍後は改善され、PGとしてチームをコントロールする場面も数多く見られた。また、図太い性格の持ち主でチームのムードメーカー的存在でもあり、試合前の選手紹介でのパフォーマンスや出場していない時でもベンチから声を出し続けチームを盛り上げている。